# Justus Nieschlag
Justus Nieschlag (Hildesheim, 9 de marzo de 1992) es un deportista alemán que compite en triatlón.
Ganó una medalla de plata en el Campeonato Mundial por Relevos Mixtos de 2019 y tres medallas de plata en el Campeonato Europeo de Triatlón, entre los años 2012 y 2019.

## Palmarés internacional
| Campeonato Mundial por Relevos Mixtos | Campeonato Mundial por Relevos Mixtos | Campeonato Mundial por Relevos Mixtos | Campeonato Mundial por Relevos Mixtos |
| Año                                   | Lugar                                 | Medalla                               | Prueba                                |
| ------------------------------------- | ------------------------------------- | ------------------------------------- | ------------------------------------- |
| 2019                                  | Hamburgo (Alemania)                   | Medalla de plata                      | Relevo mixto                          |
| Campeonato Europeo                    |                                       |                                       |                                       |
| Año                                   | Lugar                                 | Medalla                               | Prueba                                |
| 2012                                  | Eilat (Israel)                        | Medalla de plata                      | Relevo mixto                          |
| 2014                                  | Kitzbühel (Austria)                   | Medalla de plata                      | Relevo mixto                          |
| 2019                                  | Weert (Países Bajos)                  | Medalla de plata                      | Relevo mixto                          |